# كابتن ماجد
الكابتن ماجد (اسمه الياباني الأصلي キャプテン翼 - وتلفظ كابتن تسوباسا) سلسلة مانغا، مسلسل أنيمي وسلسلة ألعاب يابانية مشهورة، وتحكي قصة البطل ماجد كامل الذي حلم بان يكون فريق كرة قدم منذ طفولته ليصل بهم إلى بطولة كاس العالم، وتركز على شخصية ماجد كامل. وقد صدر ألعاب فلاش الأنمي باللغة العربية وأحدث ضجة لفترة طويلة، ويعد من أفضل الأنميات في مجال الرياضة، وهي من أوائل الألعاب (إن لم تكن الأولى) التي صدرت بالعربية، وذلك على جهاز نينتيندو NES.

## مقدمة
صدرت المانجا أولاً عام 1981 على يد يوتشي تاكاهاشي، وقد حققت المانجا شعبية كبيرة وقتها، وحكت قصة البطل تسوباسا اوزورا "Tsubasa Ozora" الذي يحلم أن يكون اللاعب رقم واحد في العالم.
لم تخلُ سلسلة كابتن تسوباسا - شأنها شأن أي أنمي آخر- من الخيال الياباني الواسع، حيث ستجد الكثير من الضربات القوية جدًا والتي من المستحيل تطبيقها على أرض الواقع، مثل ضربة الكابتن هيوجا التي يستحيل على الحارس مسكها، وأحياناً تمزق شباك المرمى. ومع الشعبية التي حققها الكابتن تسوباسا في اليابان، أيضاً حصل على الشعبية نفسها في دول أوروبا وأمريكا والشرق الأوسط، وفي عالمنا العربي.
وقد عرف الأنمي المدبلج بالعربية باسم كابتن ماجد على اسم اللاعب العربي السعودي ماجد عبد الله والذي كان اسمه يطلق على بعض مجلات الأطفال في الوطن العربي، فكانت التسمية مناسبة للمسلسل الموجه للصغار وقد اختار الاسم مالك شركة العالمية المنتجة للنسخة العربية المدبلجة من المسلسل المخرج عبد الله المحيسن.
بعد النجاح الذي حققه الأنمي في العالم، سارعت شركة الألعاب تيكمو بصنع لعبة على جهاز نينتيندو Famicom (أو الـNES)، وقد حققت اللعبة نجاحاً - حالها مثل الأنمي- في اليابان وأمريكا، وكما أن الجزء الثاني من اللعبة صدر بالعربي، وعلى هذا كانت لعبة كابتن ماجد من أول الألعاب التي صدرت باللغة العربية (إن لم تكن الأولى).
أخيراً يعرف الأنمي في دولة أمريكا بعنوان Flash Kicker وتعد من أشهر الكراتين.

## نسخة المانغا العربية
ظهرت في ربيع 1988 مجلة «كابتن ماجد» (وليست لديها أية علاقة بمجلة «ماجد» الإماراتية للأطفال) وكانت من 30 صفحة تعنى بنشر قصص قصيرة من المانغا والكومكس المتعلق بالرياضة من إنتاج «يونغ فيوتشر» وتوزيع «تهامة» السعودية.
في البداية نشرت هذه المجلة قصصًا مصورة بريطانية بعنوان Billy's Boots (أحذية بيلي، 1970) حول كرة القدم من مجلة Scorcher، وهي حول ولد يدعى بيلي لديه شغف بكرة القدم يريد الالتحاق بفريق مدرسته، لكن تعوزه الموهبة، إلى أن عثر على حذاء سحري لجده جعل منه لاعبا ماهرا. قامت المجلة بنشر قصص من هذه السلسلة تحت اسم «الكابتن ماجد والحذاء القديم» حتى العدد الثالث (سبتمبر 1988). على النقيض من سلسلة «كابتن تسوباسا» اليابانية الصادرة بالأبيض والسود كانت هاته السلسلة تصدر بالألوان وتتبع نمطاً فنيا أوروبيًّا.
صدر العدد الرابع بعد الموسم الأول للدبلجة العربية لسلسلة الأنمي التلفزيوني سنة 1990، وكان لها دور في الترويج للحلقات التلفزيونية اللاحقة. تم تعويض السلسلة الأوروبية بنظيرتها اليابانية مع الاحتفاظ باسم «الكابتن ماجد» كعنوان للسلسلة واسم للشخصية الرئيسة، وتواصل نشر المجلة حتى العدد السابع بنشر أول فصول مانغا «الكابتن تسوباسا»، حين توقفت عن الصدور رغم ظهور إعلان لعدد ثامن لم يصدر يواصل نفس القصص.

## نسخ الانمي العربية

### السلسلة الأصلية (الجزء الأول والثاني في الدبلجة العربية)
يغطي هذا الموسم المانغا الأصلية وقد تم إنتاجه في سنة 1983 بعد سنتين من صدور أول عدد من المانغا. حتم اعتماد الأنمي على أحداث المانغا التي ما زالت حينئذ بصدد النشر، التمديد في أحداث الحلقات كي لا تنتهي القصة المتوفرة بسرعة، ما جعل بعض الركلات تدوم طوال حلقة كاملة بشكل أثار سخرية المشاهدين.
 يتكون هذا الانمي من 128 حلقة ويسرد قصة طفل مغرم بكرة القدم يدعى «اوزورا تسوباسا» (الاسم الياباني يعني: «أجنحة السماء الزرقاء») أو «ماجد كامل» في الدبلجة يصل لمدينة نيشيزاوا («المجد» في الدبلجة) ويتعرف على رفاق جدد في لعب كرة القدم. ينتهي الأنمي بحصول اليابان (منتخب العرب في النسخة العربية) على كأس العالم للشبان دون 17 سنة.
أنتجت شركة «يونغ فيوتشر» نسخة عربية لهذا الأنمي سنة 1990 بدبلجة أردنية حتى الحلقة 55 بأسماء عربية، ثم بدبلجة سورية من إنتاج مركز الزهرة تحت اسم «الجزء الثاني» غطت باقي الحلقات ال 73 حلقة من 56 إلى 128 واحتفظت بالأسماء المعربة نفسها. لاحقا في 1990 وقع إنتاج سلسلة 14 حلقة إضافية تحت اسم «كابتن تسوباسا الجديد» (Shin ain Tsubasa) تتضمن تتمة الأحداث من المانغا منذ ذهاب ماجد إلى البرازيل حتى احترافه هناك، لكن لم تتم دبلجتها للعربية.
الدبلجة الأردنية
- ماجد: سهير فهد
- ياسين: قمر الصفدي
- عمر: قمر الصفدي + وفاء القسوس
- لانا: رفعت النجار
- بسام: نبيل نجم
- رعد: يوسف يوسف
- المعلق+ الحارس وليد: ماهر خماش
- إحسان: رانيا فهد
- مازن: وفاء القسوس

الدبلجة السورية
- ماجد: أمل حويجة
- ياسين:آمنة عمر
- بسام: عادل أبو حسون ج3ج4ج5
- بسام: مازن الناطور ج2
- عمر: بثينة شيا
- موفق الأحمد
- فاطمة سعد
- أنجي اليوسف: لانا
- وضاح حلوم
- مصطفى أبو هنود
- نهال الخطيب
- مروان فرحات
- مأمون الرفاعي
- مأمون الفرخ
- رأفت بازو
- وليد الدبس
- زياد الرفاعي
- مانيا نبواني
- رافي وهبي
- محمد حداقي
- رامي حنا
- فادي صبيح
- إياد أبو الشامات

### الكابتن تسوباسا J: كأس العالم للشباب (الجزء الثالث في الدبلجة العربية)
أنتجت هذه السلسلة سنة 1994 ودبلجت للعربية أواخر تسعينات القرن العشرين، على يد مركز الزهرة في سوريا. لا علاقة لأحداث هذه السلسلة من 46 حلقة بعمل المانغا الأصلي، وتسرد مغامرات الشخصيات في تصفيات كأس العالم للشباب واحترافهم في الخارج. اتبعت الدبلجة العربية في مركز الزهرة أسلوب متفرد في إنتاج النسخة العربية للعمل حيث تم إتباع أسلوب خاص عربي في إنشاء عبارات وحوارات النص، كذلك أسلوب إخراجها الصوتي بشكل متناسب مغ الإخراج المرئي للنسخة اليابانية مما يختلف ظاهريًّا عن سياق النص الياباني في الجانب الثقافي والفكري له مما أثار انتباه فئة من المتابعين للأنمايشن الياباني في منطقة الدول العربي حول عدم مطابقة تماما النسخة اليابانية مع المعربة مما يتنافى مع ميولاتهم، لكن كون المتابعين للعمل المدبلج كانوا من كل الفئات من غير العارفين بالنسخة اليابانية، لذلك كان الموقف العام بالنسخة العربية لمركز الزهرة لهذا الجزء من العمل له صدى واسع وإعجاب ومتابعة معتبرة لأن المشاهدين قيموا العمل من خلال مقدار الإضافة الفنية التي أظهرتها مركز الزهرة والتي تظهر من خلال العمل كمادة منتجة تقدم للمشاهد، لذلك نوعية الحلقات المدبلجة وعددها وكيفية التعامل مع الحلقات أمور حدثت بشكل تقني وفني ومن ثمة بقي للمشاهد تقييم العمل بمشاهدته أو تركه.
في إطار شراء شركة الزهرة لنسخة الأنمي بحقوقها الفكرية والإنتاجية لغرض الدبلجة والاندماج في ضمن ثقافة أخرى وليس بغرض الترجمة وتقديم عمل أجنبي، فقد قامت بالتصرف بالعمل من خلال نسخة أخرى بغرض تعاقدي مع شركة تجارية بغية الترويج ضمن القيام بعملية ترويجية تجارية بحتة. ولذلك تم دبلجة أخرى تحت عنوان «كأس نيدو للأبطال»، بغية الترويج لمنتج حليب «نيدو» و«نيدو» هي الشركة التي أمضت مع مركز الدبلجة اتفاقية للإشهار لمنتجها.

### أفلام الكابتن ماجد (الجزء الرابع في الدبلجة العربية)
تم إنتاج 4 أفلام أواخر الثمانينات تسرد مباريات اللاعبين إثر احترافهم وسط كأس العالم، وقعت دبلجتها للعربية من طرف مركز الزهرة في سوريا، لكن مع تقسيمها إلى حلقات مراعاة للحيز الزمني. أنتج فيلم خامس سنة 1994 يتحدث عن مباراة للفريق دون ماجد ضد هولندا ولاعبيها، لكن هذا الجزء لا يتبع قصة المانغا الأصلية ولم يحظ بدبلجة عربية.

### الطريق إلى 2002 (الشبح في النسخة العربية)
سلسلة مصورة من 52 حلقة تم إنتاجها في 2002 من قبل شركة شوغاكوكان لكنها أنتجت بحيث لا تتبع القصة الأصلية، مع أنها إعادة تصور لها بشخصيات أكبر سنا بقليل.
تم دبلجتها في 2005 للعربية في سوريا من طرف مركز الزهرة بعنوان «الشبح»، ويقال لها أيضا «الكابتن ماجد الجزء الخامس». لم يتغير أسلوب مركز الزهرة المتفرد عن المراكز الأخرى للدبلجة في إعطاء نَفَسْ وقيمة مضافة فنية وإخراجية وفكرية يتم إسقاطها على الثقافة الأصيلة لخصوصية الثقافة العربية الحقيقية، لكن في هذه النسخة لم يقدم نفس المستوى الفكري والإخراجي الذي قدم في الجزء الثالث لاختلاف ظروف عطاء مركز الزهرة عن الوقت السابق.